# Cainsdorf
Die ehemals selbständige Gemeinde Cainsdorf ist heute ein Stadtteil und eine Ortschaft der Stadt Zwickau, die seit 2008 Kreisstadt des Landkreises Zwickau im Freistaat Sachsen ist. Der Stadtteil Cainsdorf liegt im Stadtbezirk Zwickau-Süd und trägt die amtliche Nummer 59.

## Geografie

### Lage

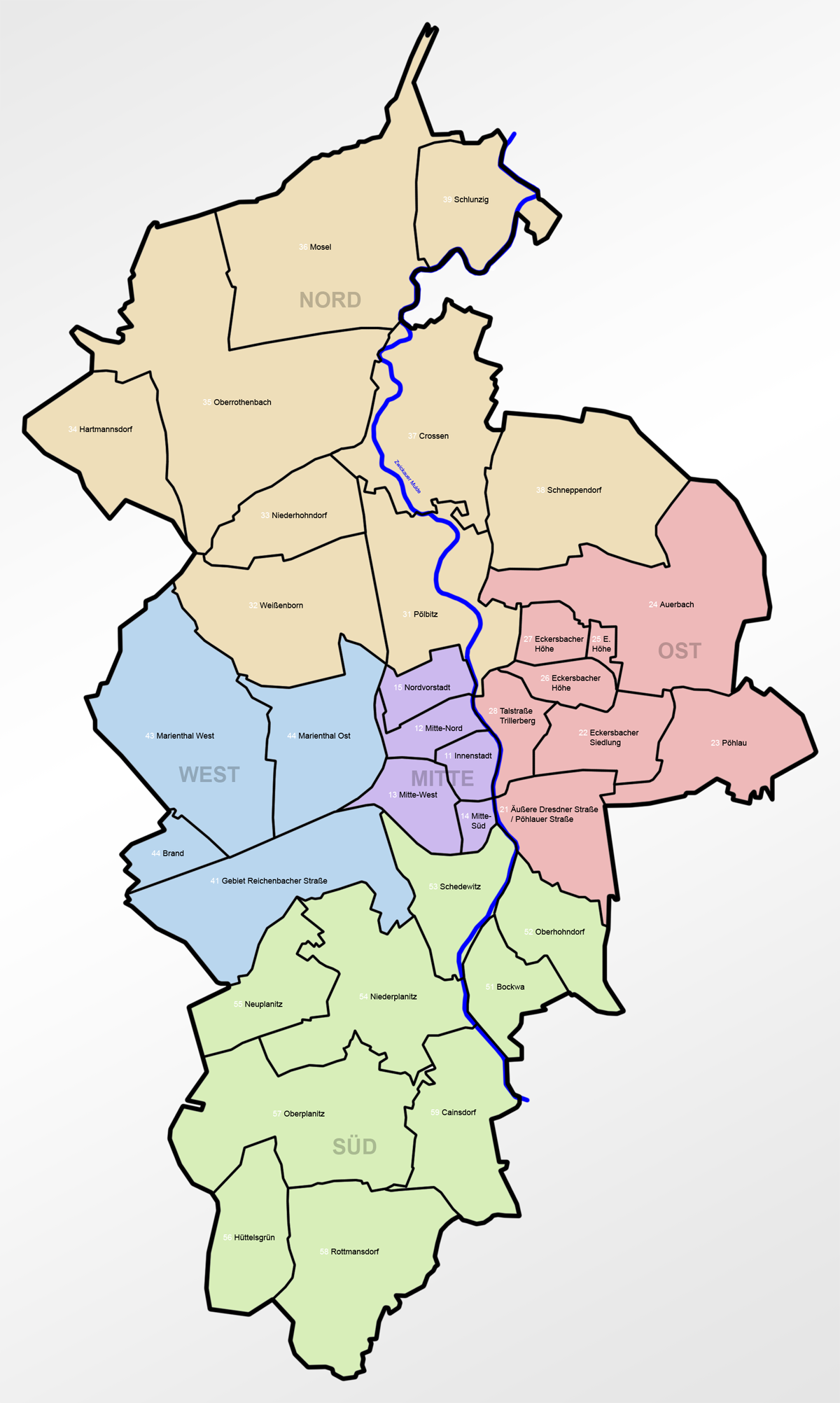
Übersicht der Stadtteile Zwickaus

Cainsdorf liegt im auslaufenden Becken der Vorerzgebirgs-Senke am Fuße des Erzgebirges an der Silberstraße im Westen Sachsens. Der Ort befindet sich am Westufer der Zwickauer Mulde.

### Nachbarorte
|               | Niederplanitz                               | Bockwa       |
| Oberplanitz   | Kompassrose, die auf Nachbargemeinden zeigt | Niederhaßlau |
| Rottmannsdorf | Culitzsch                                   | Wilkau       |

## Geschichte

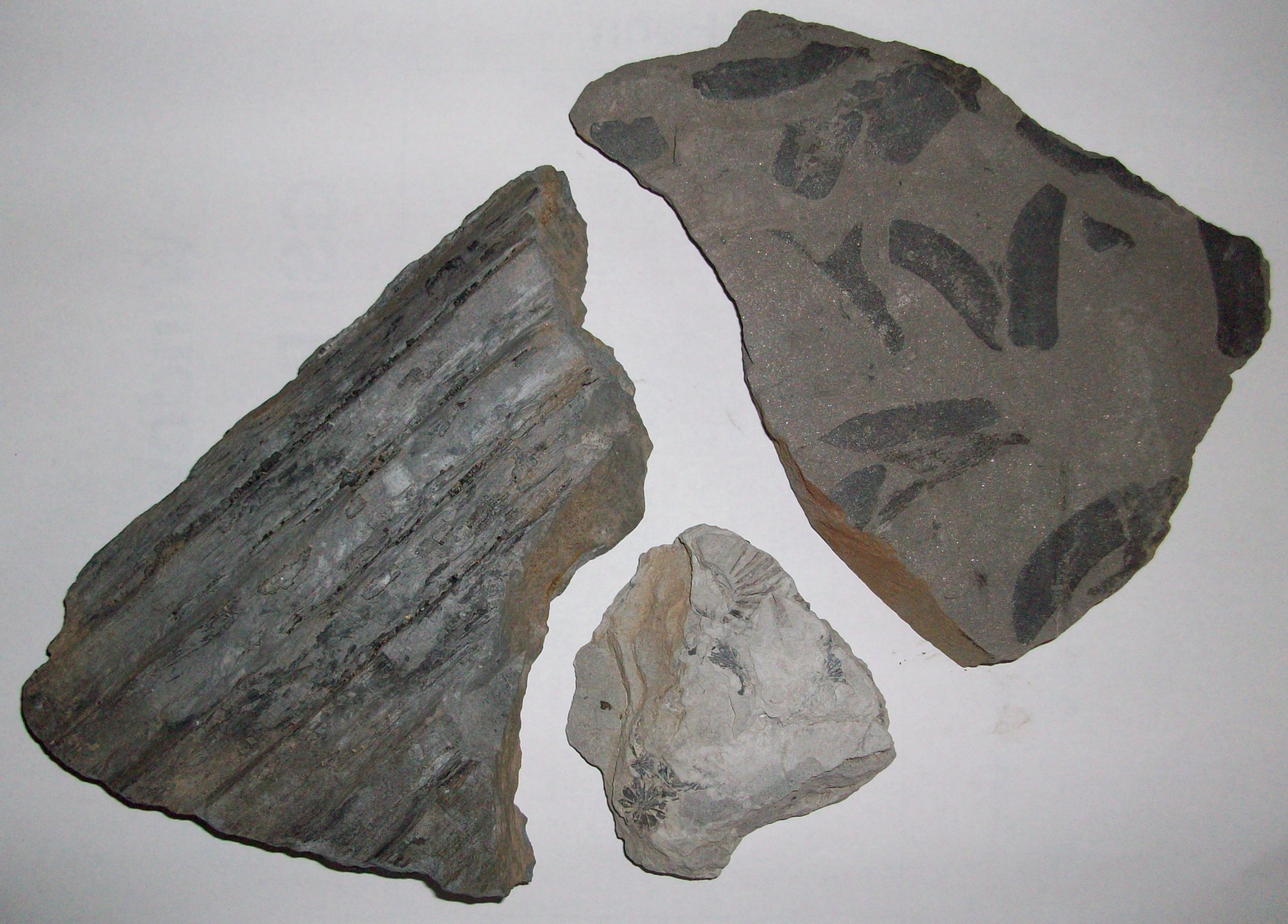
Fossilien des Westfal D des Silesium (Oberkarbon oder Pennsylvanium) aus dem Cainsdorfer Ausstreichen des Zwickauer Steinkohlenfeldes. Links: Sigillariaceae Reste (ausgestorbene Bärlapppflanzen), mittig unten Annularia sphenophylloides Blätter der Calamitaceae (Schachtelhalme), rechts die Linopteris neuropteroides Blätter der ausgestorbenen Medullosales (Samenfarne). Entstehungszeit: vor ca. 305–310 Mill. Jahren

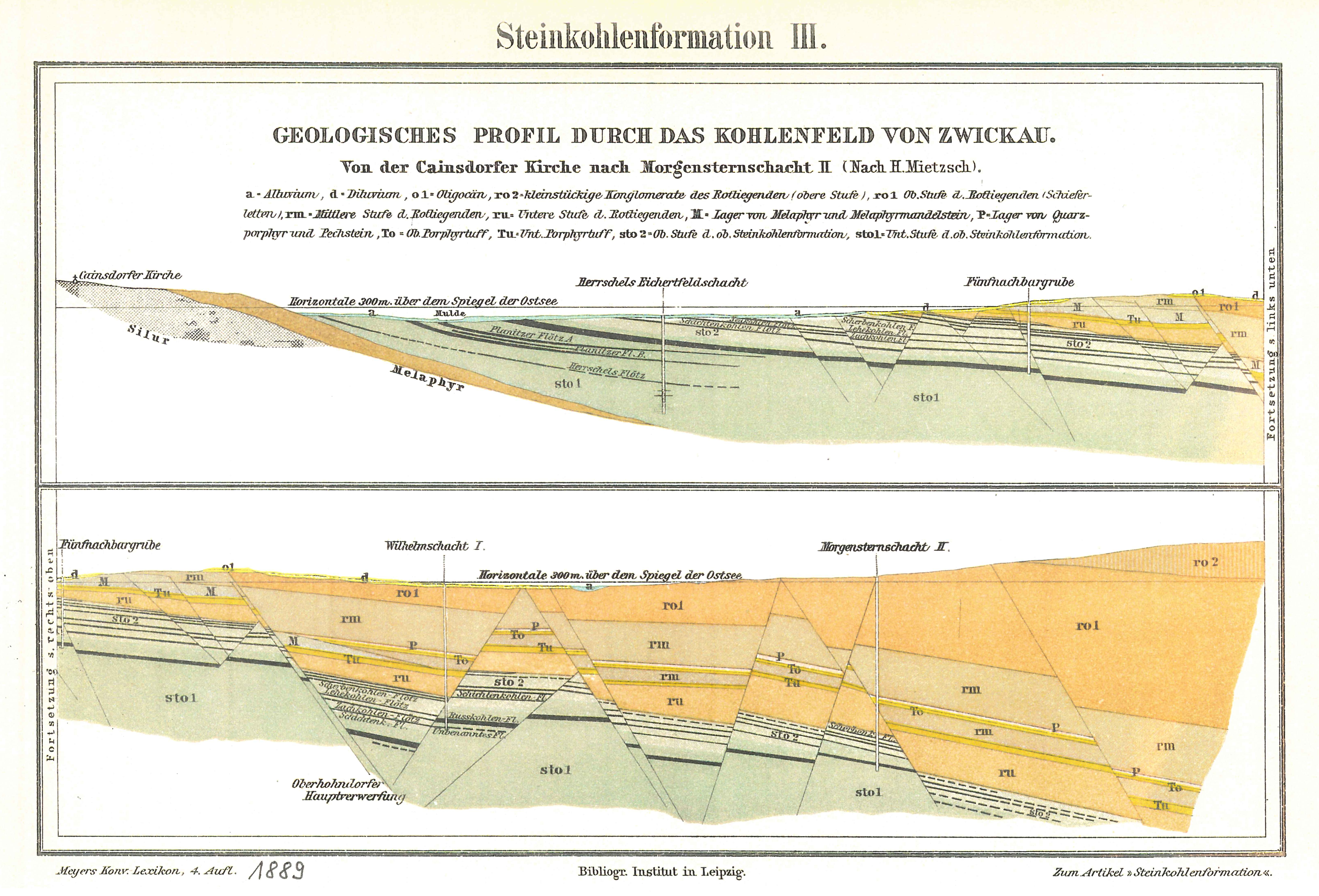
Geologisches Profil des Zwickauer Steinkohlenreviers. (Aus Meyers Konversations-Lexikon (1885–1890))

### Gründung und Entstehung des Ortsnamens

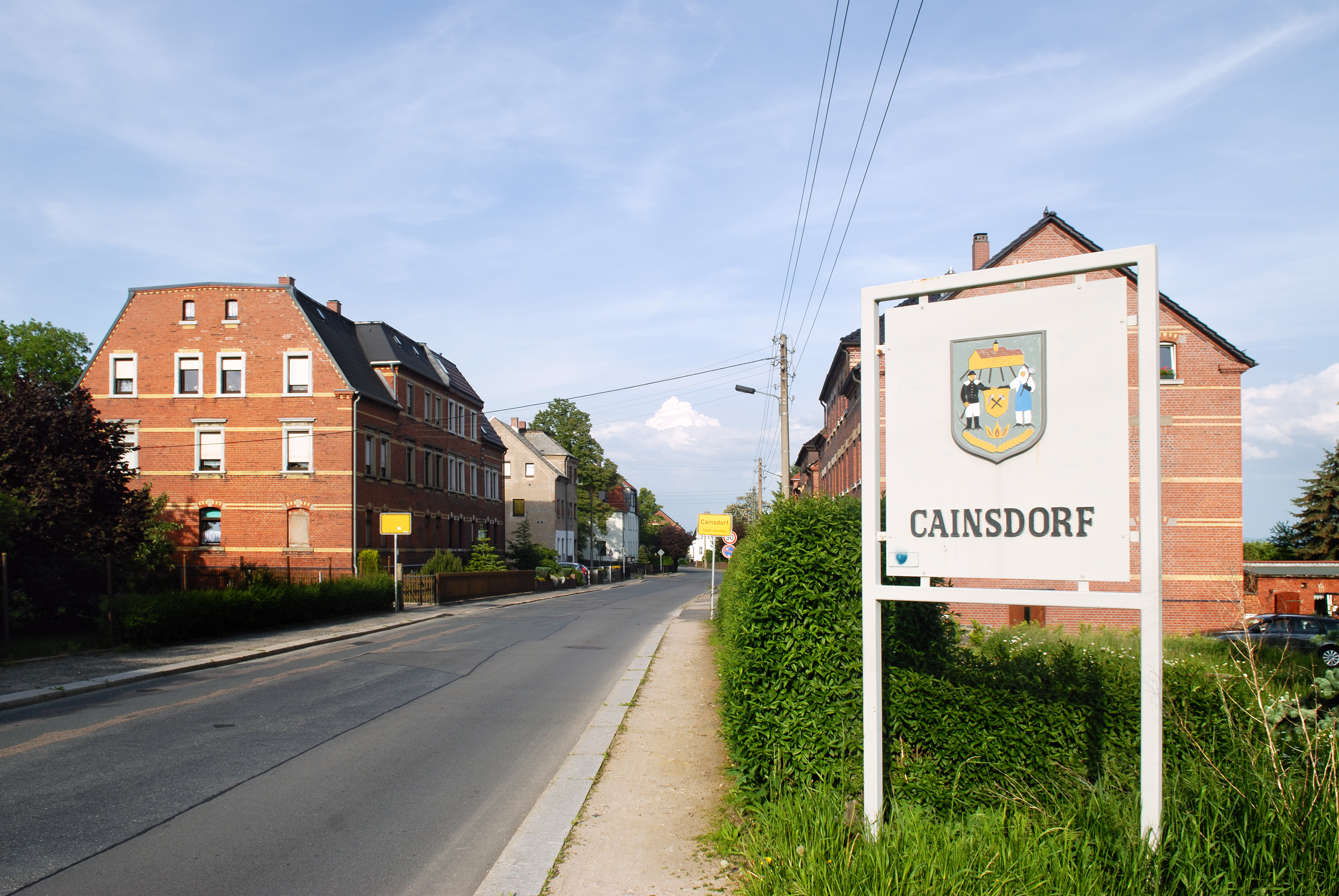
Ortseingang mit Wappen des Ortsteils

Das Waldhufendorf Cainsdorf wurde  Ende des 12. Jahrhunderts von fränkischen Bauern gegründet. Es wird angenommen, dass das Dorf seinen Namen von einem Siedler Caganis oder Cagono erhalten hat (der nordische Wortstamm gagn bedeutet Beute, Vorteil, ahd. gagan steht für gegen oder ausgesetzt, aber kaa steht auch für Hütte, Verschlag). In einer Schenkungsurkunde von Meinhard oder Meinher, Burggraf zu Meißen und Graf zu Hartenstein aus dem Geschlecht der Meinheringer, ist Cainsdorf 1382 erstmals schriftlich erwähnt. Durch die Verkürzung des Namens entstand um das Jahr 1460 Kanersdorff oder Kannersdorff. Weiter überlieferte Schreibweisen des Dorfs sind z. B. Kanßdorff 1551, Kohnßdorff 1555 und 1618 Canisdorf. 1696 wird es erstmals als Cainsdorff genannt, daraus wird ab 1791 Cainsdorf oder Kahnsdorf (im Orts-Dialekt wird der Name heute noch Kahnsdorf ausgesprochen).

### 12. bis 18. Jahrhundert
Im Jahr 1492 durfte sich als erster Handwerker ein Schneider im Ort niederlassen. Seit dem Ende des 15. Jahrhunderts wurde in Cainsdorf Steinkohle abgebaut. Aus dem Haufendorf, das 1551 aus nur 13 Grundbesitzerfamilien (Bauern) und 13 Landlosen bestand, entwickelte sich im Verlauf der Jahrhunderte ein Straßendorf entlang des Einschnittes vom Kirchberg zur Zwickauer Mulde. Cainsdorf gehörte bis ins 19. Jahrhundert zur Grundherrschaft des Schlosses Planitz. Im 18. Jahrhundert ist in Cainsdorf ein Vorwerk belegt. Im Jahre 1594 regte der damalige Planitzer Rittergutsbesitzer Heinrich von Beust (13. Juli 1559 bis 16. Dezember 1627), Sohn des Juristen Joachim von Beust, die Stiftung vom Kohleberg an. Von jeder großen Ladung (100 Pferdewagen) fielen 1 Wagen und von jeder kleinen Ladung (100 Karren) 2 Karren der Planitzer Kirche zu, in die auch die Cainsdorfer Einwohner eingepfarrt waren. Davon wird im 19. Jahrhundert zu wesentlichen Teilen die neue Parochie Cainsdorf finanziert.
Ende des 15. Jahrhunderts wird aus den Steinbrüchen am Hammerwald der Sandstein für die Zwickauer Marienkirche und das Gewandhaus gebrochen. In etwa die gleiche Zeit datiert Kohleabbau aus oberflächennahen Steinkohle-Flözen, da bei Cainsdorf die aufliegenden Schichten des Oberkarbon über den Variskischen Faltungen an die Oberfläche kommen. Cainsdorf wurde dadurch über Jahrhunderte vom Steinkohlebergbau geprägt. Der Sage nach fand der Hirtenjunge Jörg Ende des 12. Jahrhunderts am Hammerwald zwischen Cainsdorf und Planitz die schwarzen Steine, legte diese um sein Feuer und war mehr als verwundert, als diese auch Feuer fingen. Schon 1479 soll es durch den Schuss eines Jägers zu einem ersten Kohlenbrand gekommen sein. Sie sollten mehr oder weniger stark die nächsten 450 Jahre brennen. Ein erster Nachweis des Steinkohle-Abbaus existiert mit einer Kaufurkunde vom 29. Juni 1493 der Vorsteher der Zwickauer Marienkirche am sogenannten Kohl(en)berg. Meist aber waren es Kohlenbauern, d. h. Bauern, die den Kohlenabbau als Nebenerwerbsbetrieb nutzten und Kohlengräberei betrieben.
Im Jahr 1551 gründeten vier Zwickauer Bürger und der Cainsdorfer Müller Joachim Schnee eine Gewerkschaft zum Kohleabbau. In ihrer Bittschrift verweisen sie auf den schon über 100 Jahre alten Kohlenabbau im Bockwaer Gebiet.
Im Dreißigjährigen Krieg überfielen kaiserliche Kroaten aus Rache für drei erschlagene Plünderer die Einwohner, töteten viele von ihnen und legten Feuer an die Mehrzahl der Bauerngüter. Durch von den Kriegsparteien gelegte Brände in den damaligen Kohleschächten entzündeten sich diese im Jahre 1640 zum weiteren Mal. Sie sind als Planitzer Erdbrände bekannt. Hungersnöte (u. a. 1772) oder Epidemien (Pest, letztmals 1681), harte Winter oder Brände, Überschwemmungen, Wetterkapriolen oder Kriege – all das hat die Gemeinde im Lauf der Jahrhunderte erlebt. An der schrecklichen Cholera-Epidemie, die im Jahr 1866 in Westsachsen grassierte, starben in Cainsdorf 40 der 63 Kranken.

Geologisches Naturdenkmal – Steinkohlenausbiss – Das Rußkohlenflöz
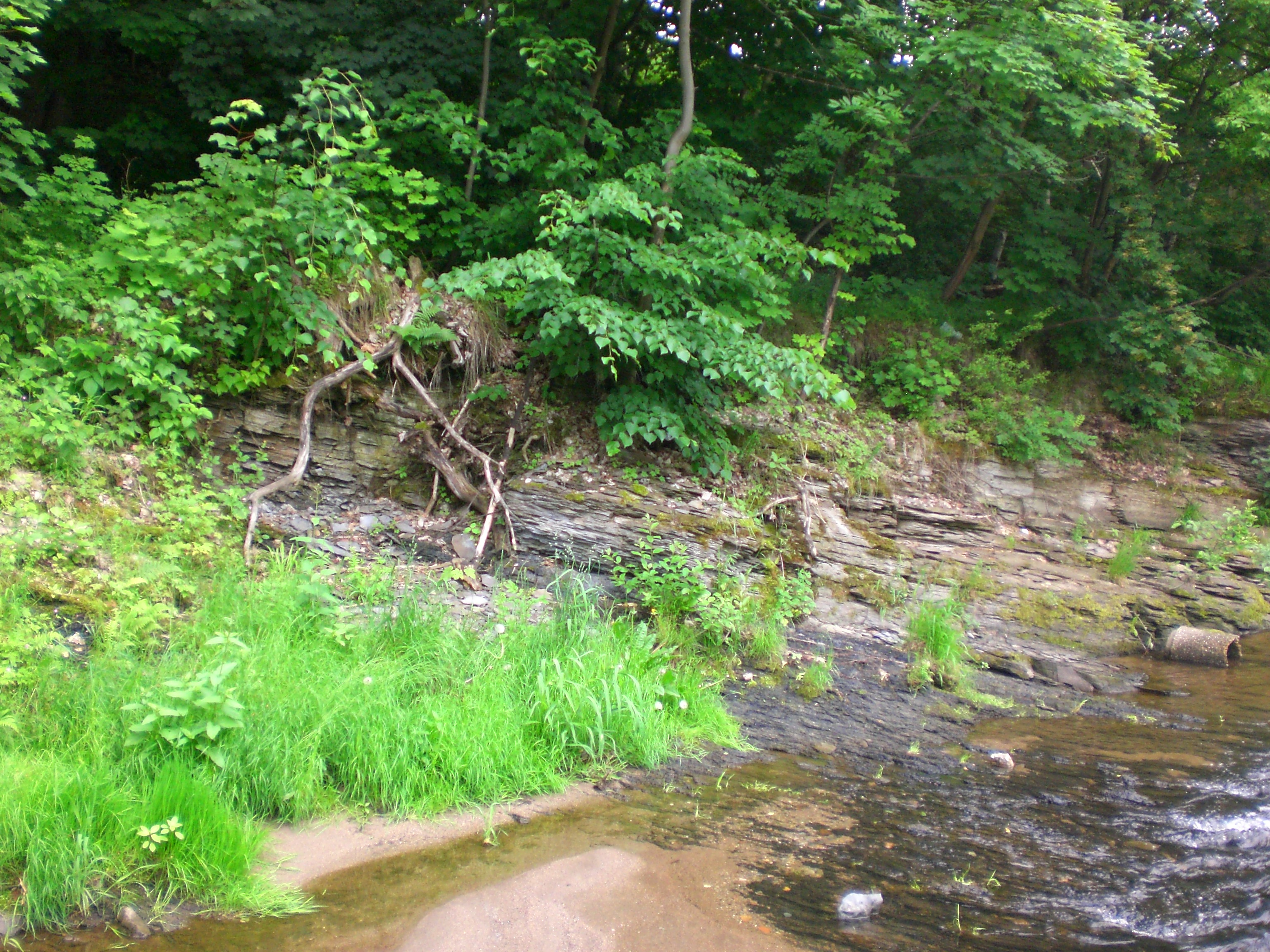
Ausstreichendes Flöz an der linken Uferseite der Zwickauer Mulde
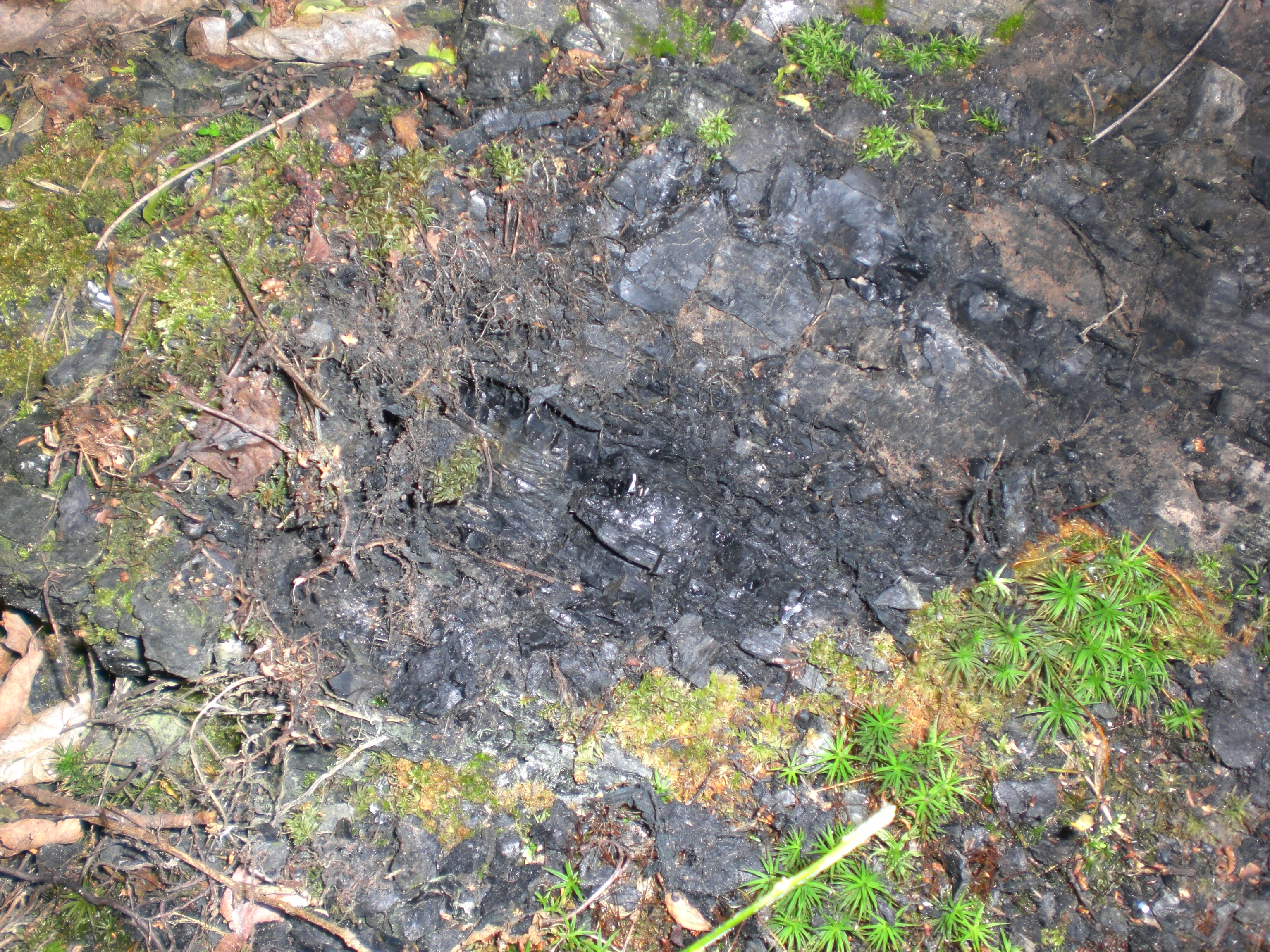
Detailansicht der kohleführenden Schicht
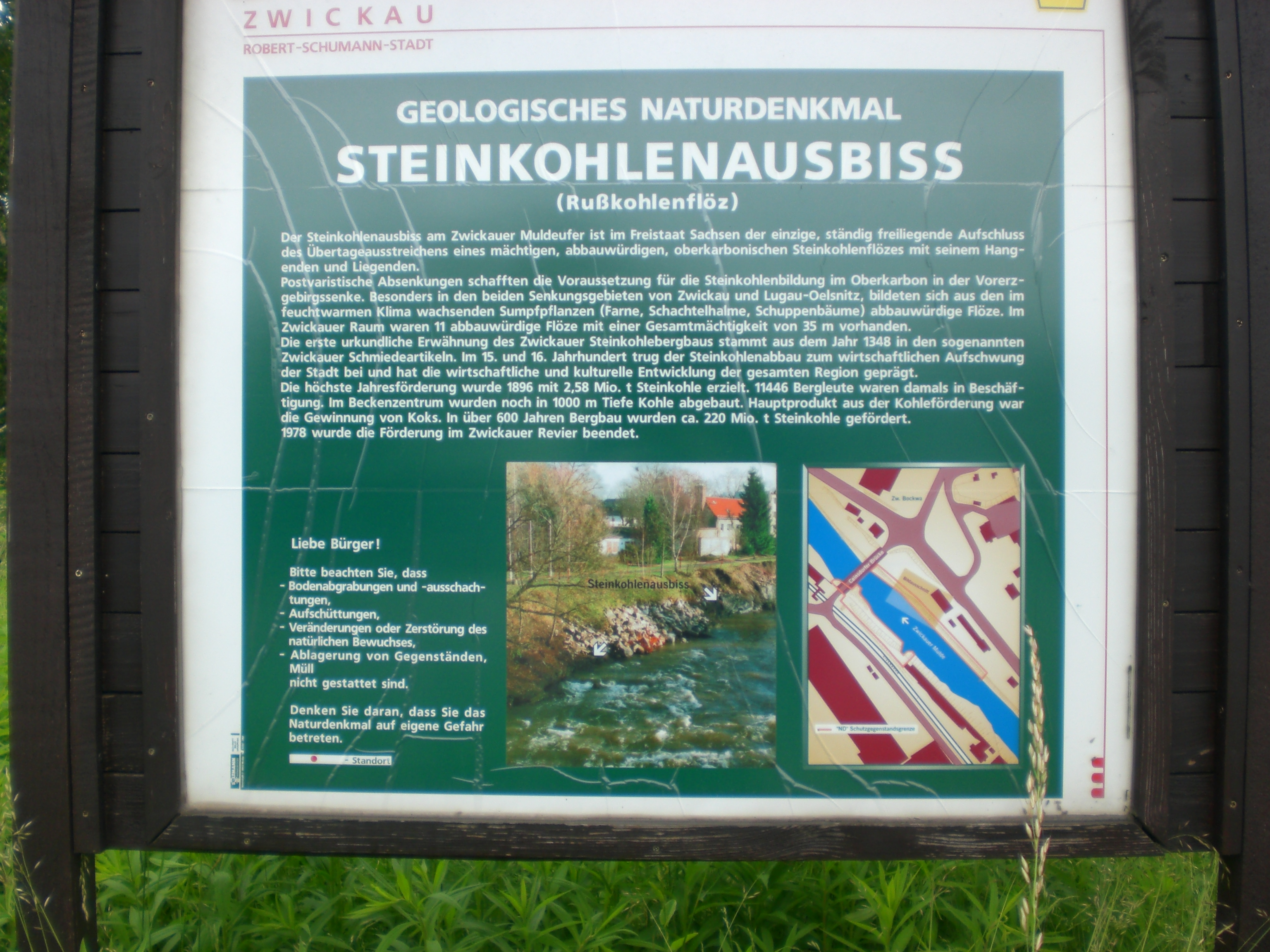
Schautafel
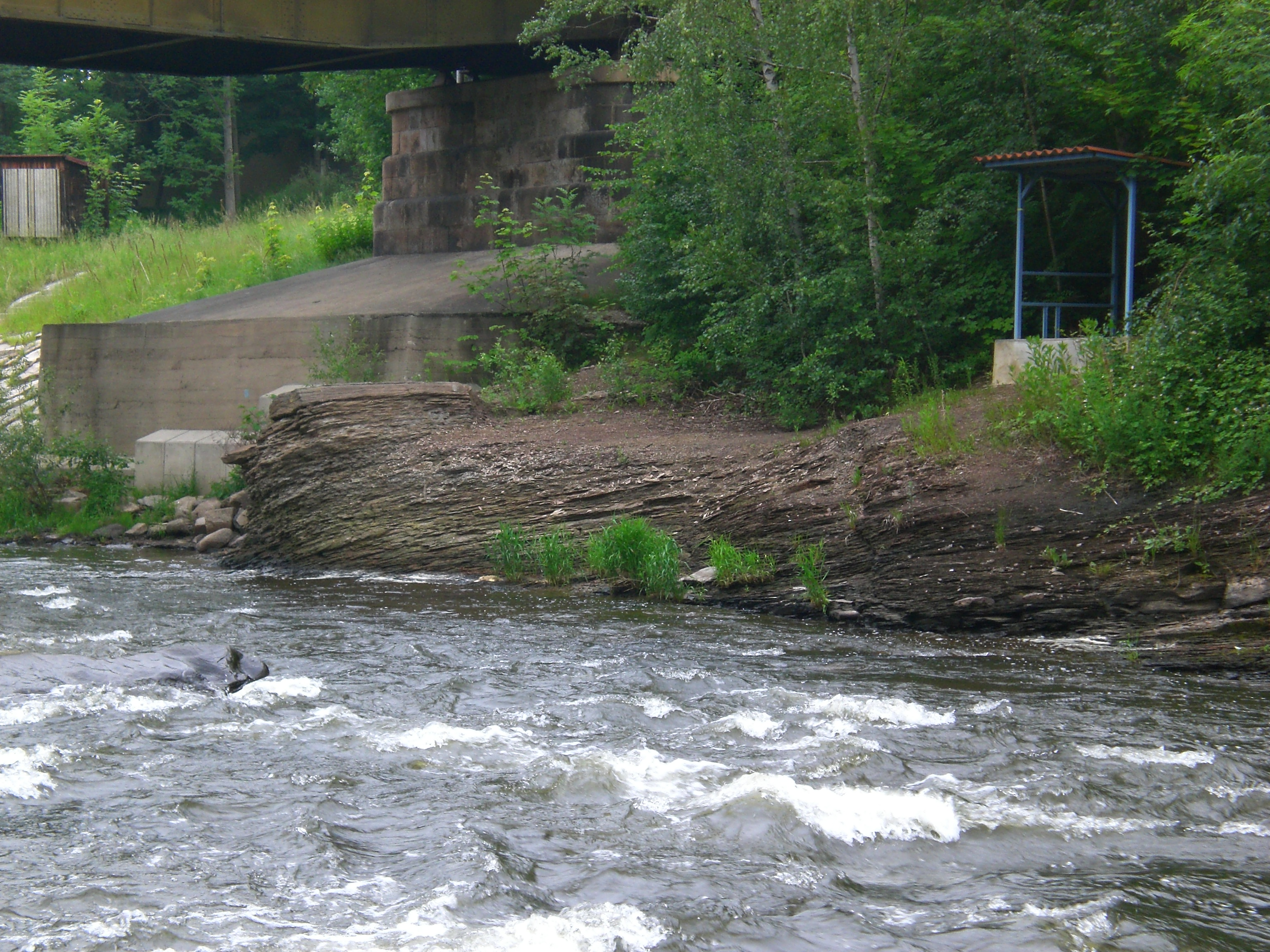
Blick in Streichrichtung ans rechte Muldenufer. Deutlich wird das Fallen in Richtung Zwickauer Stadtzentrum.
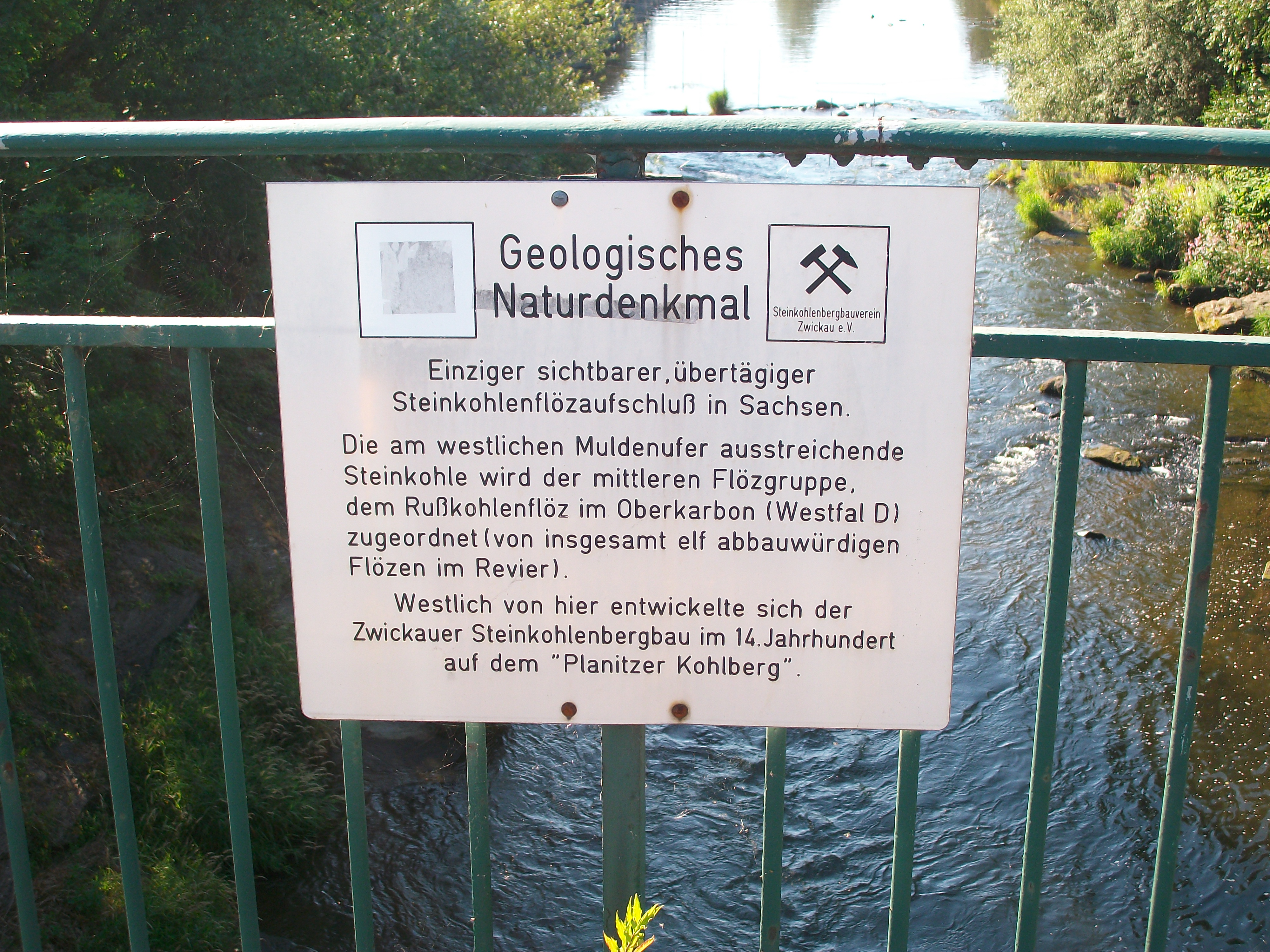
Infotafel Rußkohlenflöz

### 19. Jahrhundert

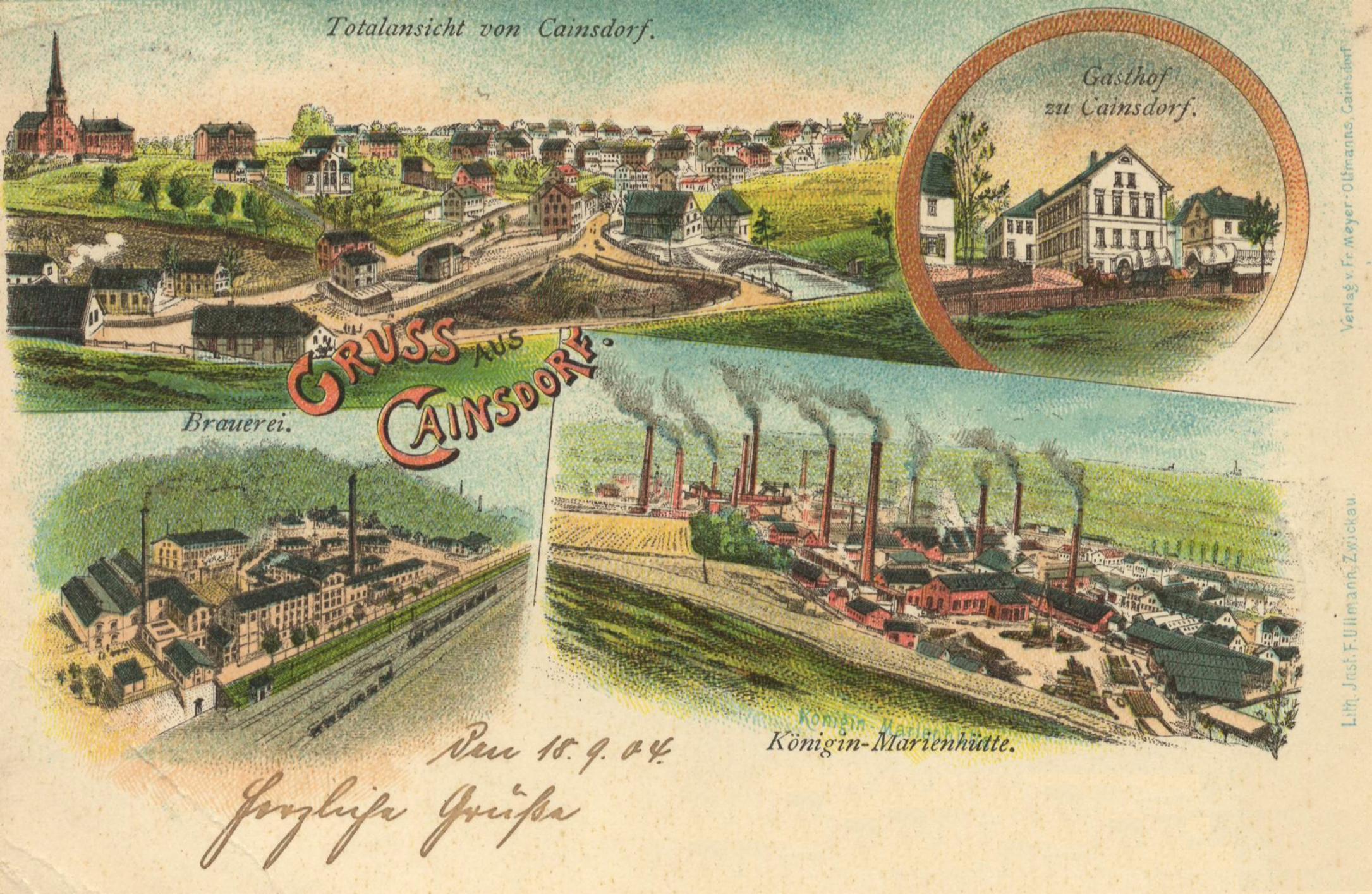
Lithografische Ansichtskarte Cainsdorfs um 1900

Eine der ersten Brotfabriken 1858

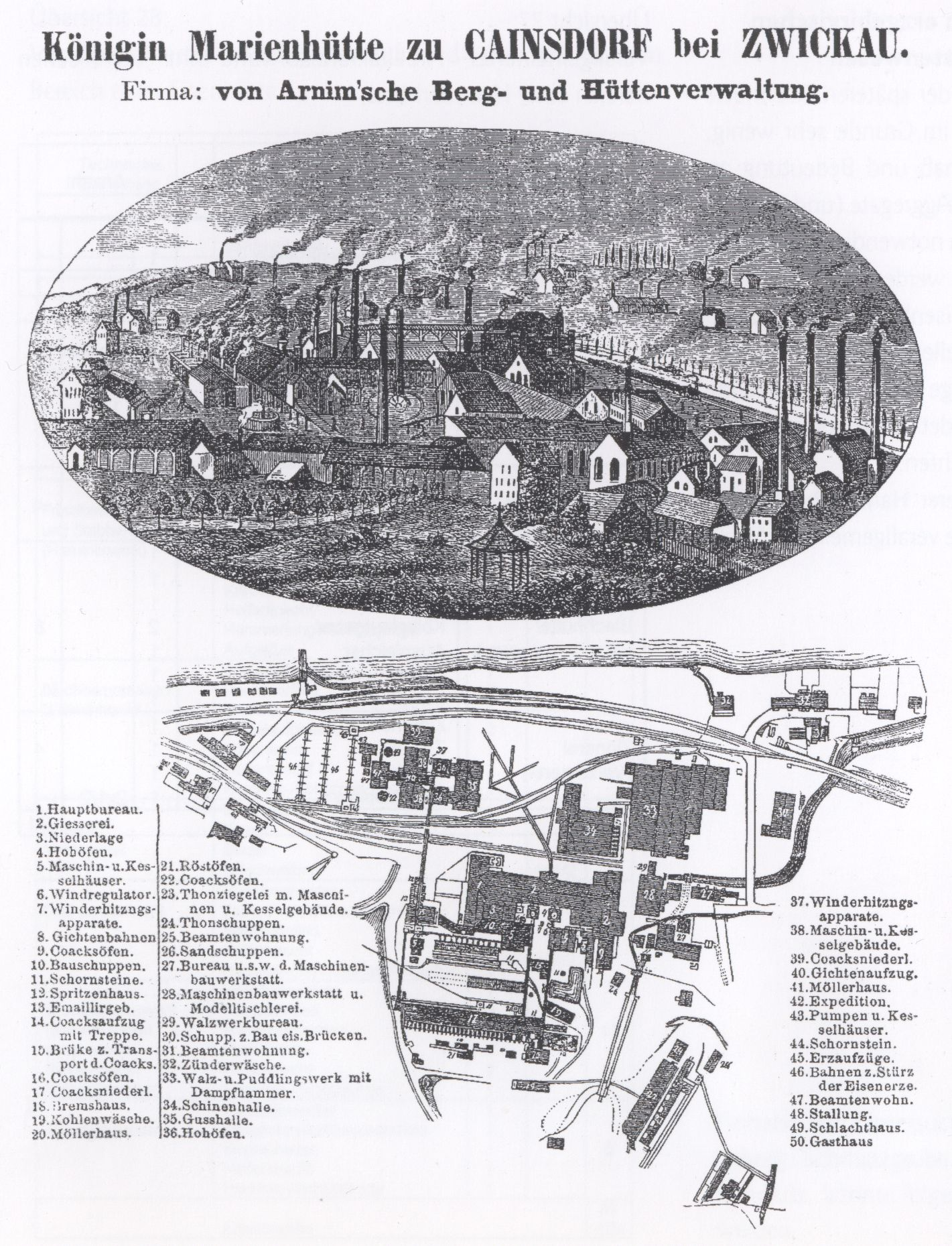
Die Königin Marienhütte um 1861

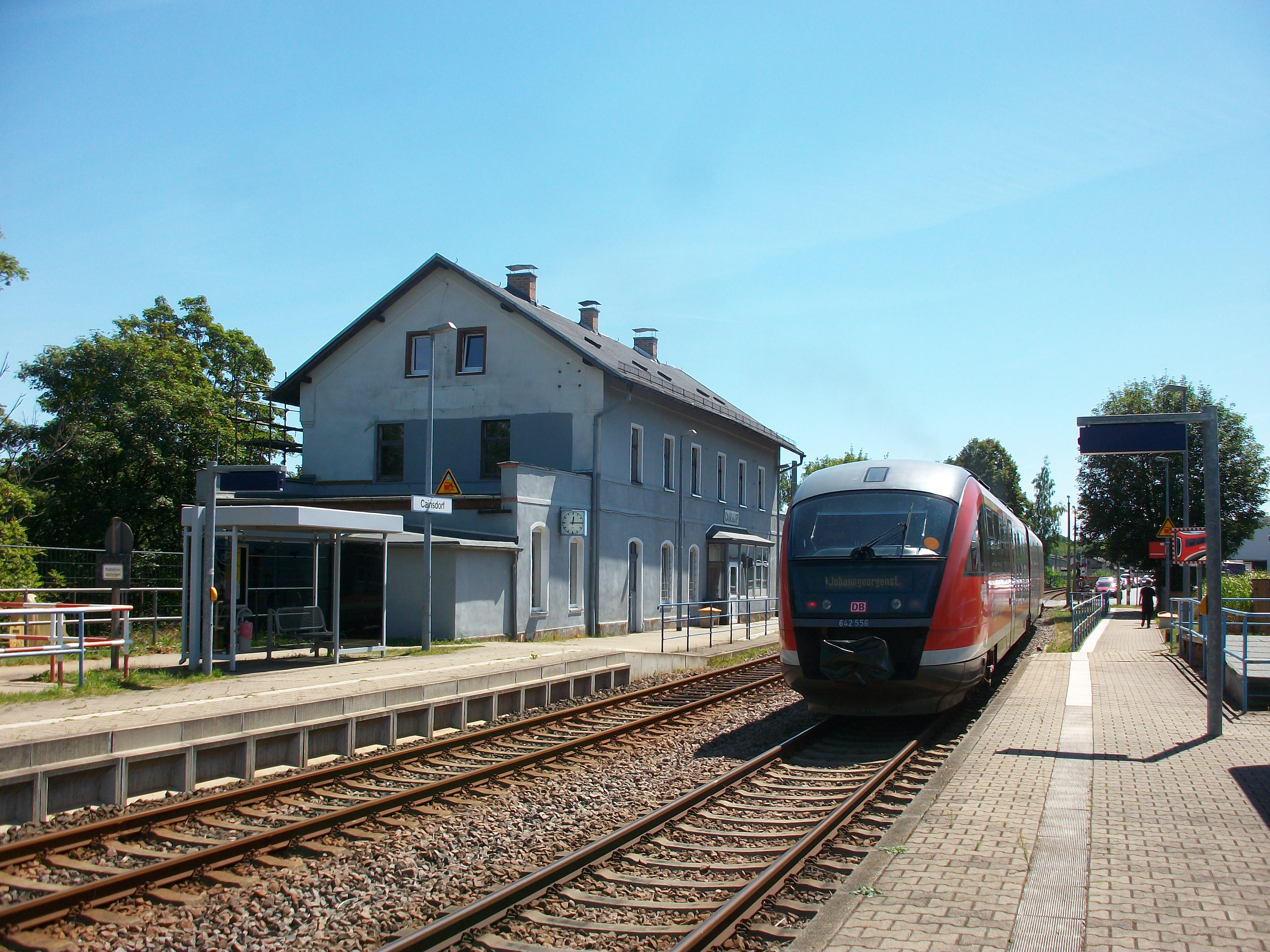
Der ehemalige Cainsdorfer Bahnhof, heute Haltepunkt mit Erzgebirgsbahn (2020)

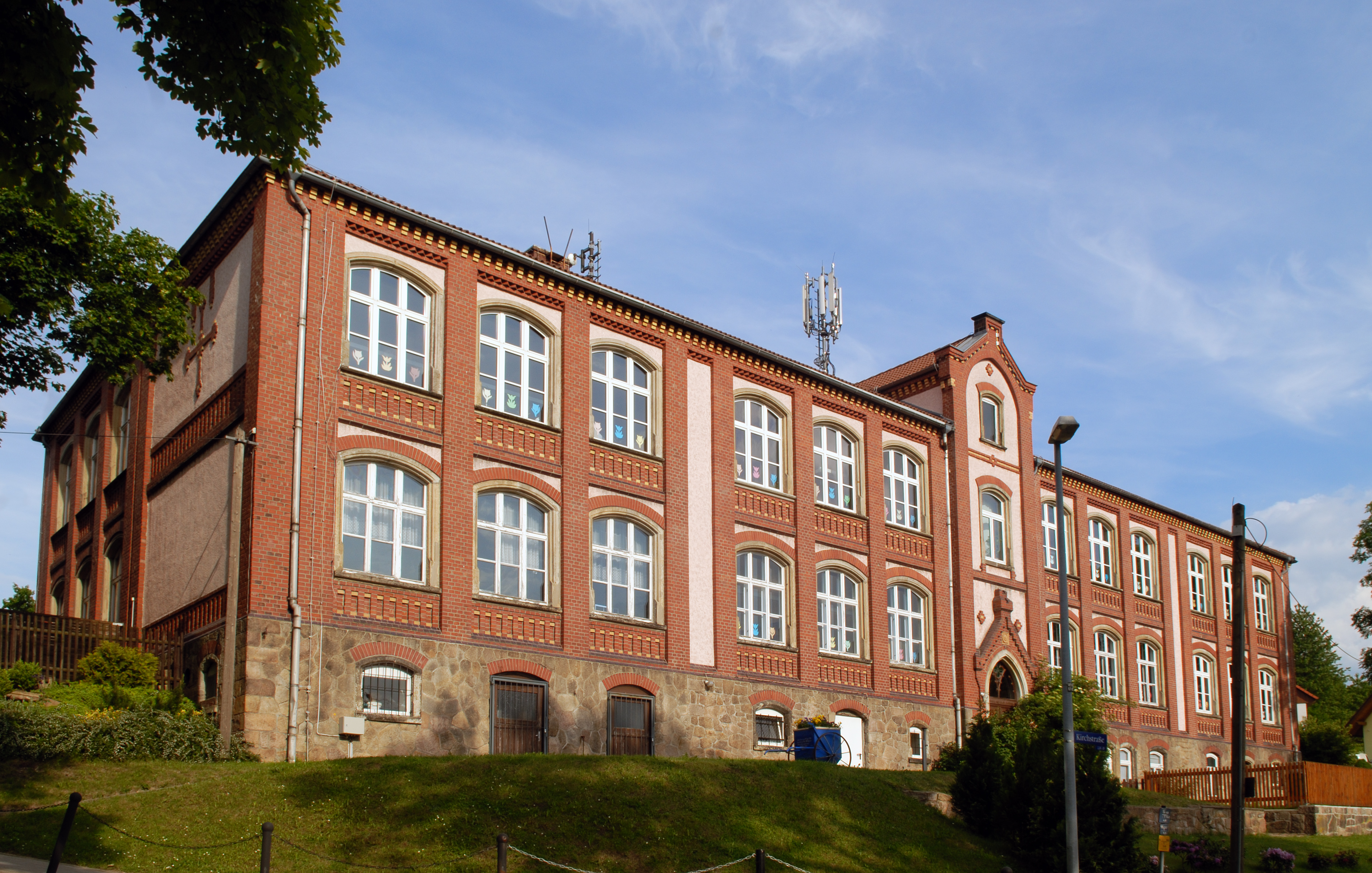
Der Schulbau von 1891, ab 1959 POS, ab 1992 Grundschule, seit 2012 Schule in evangelischer Trägerschaft

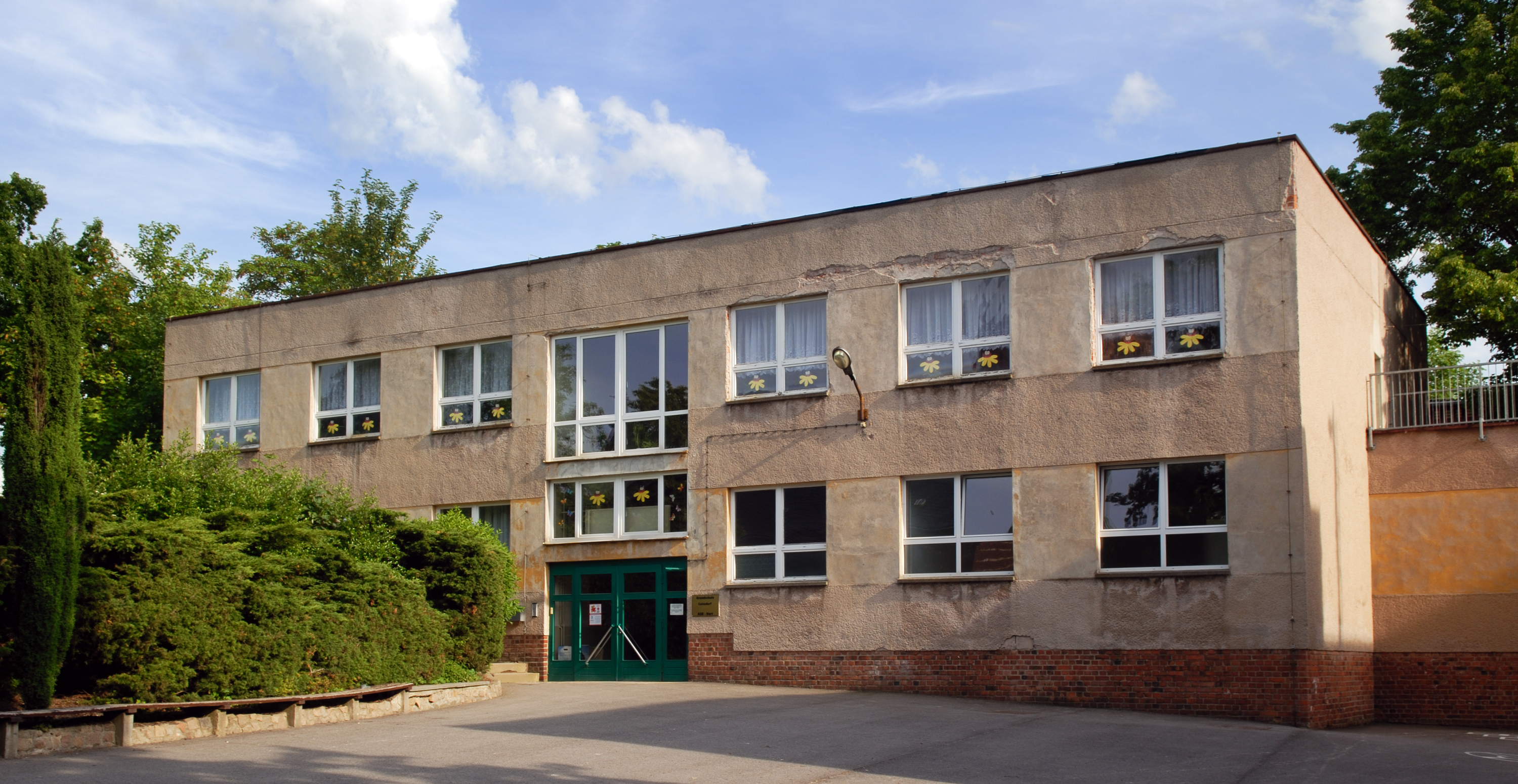
Der Erweiterungsbau von 1978, später Schulhort

Die erste sächsische Volkszählung von 1834 verzeichnete lediglich 168 Einwohner. Der Frondienst endete erst am 31. Dezember 1835. Mit einer bis 1890 laufenden Rente an die von Arnims, seit 1689 Besitzer der Herrschaft Planitz, konnten sich die Bauern vom Frondienst befreien. Am Hammerwald betrieb zwischen 1837 und 1868 der Botaniker und Chemiker Ernst August Geitner eine Treibegärtnerei, welche die Wärme des brennenden Planitzer Steinkohleflözes nutzte. Die warmen Ausströmungen der Kohlebrände leitete er in Treibhäuser, in denen südländische Pflanzen wie Palmen, Orchideen, Kakao, Bambus oder Bananen gediehen. Mit dem großflächigen Erlöschen der Kohlebrände endete auch die Zeit der Gärtnerei. Bis 1839 durfte in Cainsdorf kein Bier gebraut werden. Wie 30 andere Dörfer der Umgebung unterstanden sie dem Zwickauer Bannmeilenrecht. Allerdings gab es seit etwa 1695 das Recht des Reiheschanks für die 14 Bauern der Altgemeinde. Diese bildeten den Kern der Dorfgemeinde. Reihenschank bedeutete, dass das Recht auf Bierausschank von Bauer zu Bauer wanderte.
1845 erhielt Cainsdorf die kommunale Selbständigkeit. Der Bauer Johann Gottlob Haugk war der erste gewählte Gemeindevorsteher. Cainsdorf gehörte bis 1856 zum kursächsischen bzw. königlich-sächsischen Amt Zwickau. Im Jahr 1856 kam der Ort zum Gerichtsamt Zwickau und 1875 zur Amtshauptmannschaft Zwickau.
Seit 1849 besteht in Cainsdorf eine eigene Schule, die 1858 in einem eigenen kleinen Neubau (Kirchschule) und schon 1891 im großen Schulneubau 877 Kinder unterrichtete. Um die Jahrhundertwende waren teilweise mehr als 1000 Schüler eingeschult. So wurde die Schule um 1899 bis 1903 erweitert (weiterer Flügel, Turnhalle). Ab 1959 wurde die Schule in eine zehnklassige Polytechnische Oberschule umgewandelt. 1978 wurde der neue Erweiterungsbau eingeweiht und der Schule der Ehrenname „Wilhelm Pieck“ verliehen. Mit Wiedervereinigung und Einführung des dreigliedrigen Schulsystems im Freistaat Sachsen wurde die Schule ab Schuljahresbeginn September 1992 in eine Grundschule umgewandelt. Dabei nutzt der Schulhort heute den Anbau. Wegen zu geringer Schülerzahlen wurde die Grundschule 2012 von der Stadt Zwickau geschlossen. Seitdem wird sie von dem freien Träger „Christen machen Schule“ als evangelische Grundschule „Stephan Roth“ weitergeführt, der aus Wilkau-Haßlau stammt. Der Kaufvertrag wurde im Februar 2012 unterzeichnet. Seit 2014/15 wurde die Grundschule um eine Oberstufe als stattlich anerkannte Ersatzschule erweitert.
Bereits in der ersten Hälfte des 19. Jahrhunderts setzte in Cainsdorf die Industrialisierung ein. Die Gründung der Sächsischen Eisencompagnie (die 1839 die Königin Marienhütte erbauen ließ – benannt nach der sächsischen Königin Maria, Gemahlin des Königs Friedrich August II.) und der Eisenbahnanschluss am 1. November 1854 (erst als Kohle- oder Grubenanschlussbahn Zwickau-Bockwa, später als Obererzgebirgische Bahn bis Schwarzenberg) veränderten den Ort grundlegend. Das erste sächsische Eisenwerk fertigte u. a. die Paradiesbrücke von Zwickau, eine Stahlnietenbrücke, das Markersbacher Viadukt und die Loschwitzer Elb-Brücke (das sogenannte Blaue Wunder) von Dresden-Loschwitz-Blasewitz an. Die hohe Anzahl Arbeiter im Werk führte zu einem raschen Anstieg der Einwohnerzahl.
Am 1. November 1869 endete die von 1860 bis 1867 durchgeführte, schwierige Trennung von der Parochie Planitz, und die neue Cainsdorfer Kirche, eine neugotische Saalkirche, des Dresdner Architekten Julius Northoff (auch Nordhoff) mit ihrem 46 m hohen Turm konnte nach zwei Jahren Bauzeit am 1. November 1869 eingeweiht werden. Die Orgel (Opus II/20 – 2 Manuale und 20 Register) (eine Schleifladenorgel) stammt vom Orgelbauer Conrad Geißler (1825–1897) aus Eilenburg. Die Kirche weist noch ein zweites Meisterstück auf: Die 1895 fertiggestellte Kreuzigungsgruppe der Holzbildhauer Georg Gröne (Figuren) und Oskar Rühm (Christus) in der Mitte der Cainsdorfer Kirche ist die einzige, die neben dem gekreuzigten Christus links einen Hüttenarbeiter (Stahlgießer) und rechts einen Bergmann (Bergknappe) in ihren Arbeitskleidern zeigt. Auf der rechten Empore steht, in einer Ritterrüstung gekleidet, Heinrich von Beust und hält eine Urkunde und ein Kirchenmodell in den Händen. Erster Pfarrer war Moritz Schenkel, der mit der Tante Friedrich Nietzsches, Ida Oehler, verheiratet war und das Amt in der Pfarrei bis 1899 ausübte.
Am 1. September 1879 setzte auch in Cainsdorf das Zeitalter der Telegrafie ein; das Amt Cainsdorf war dabei zu Beginn auch für Planitz (1885 eigenes Amt in Oberplanitz, 1888 auch in Niederplanitz) zuständig.

### 20. Jahrhundert bis zur Gegenwart

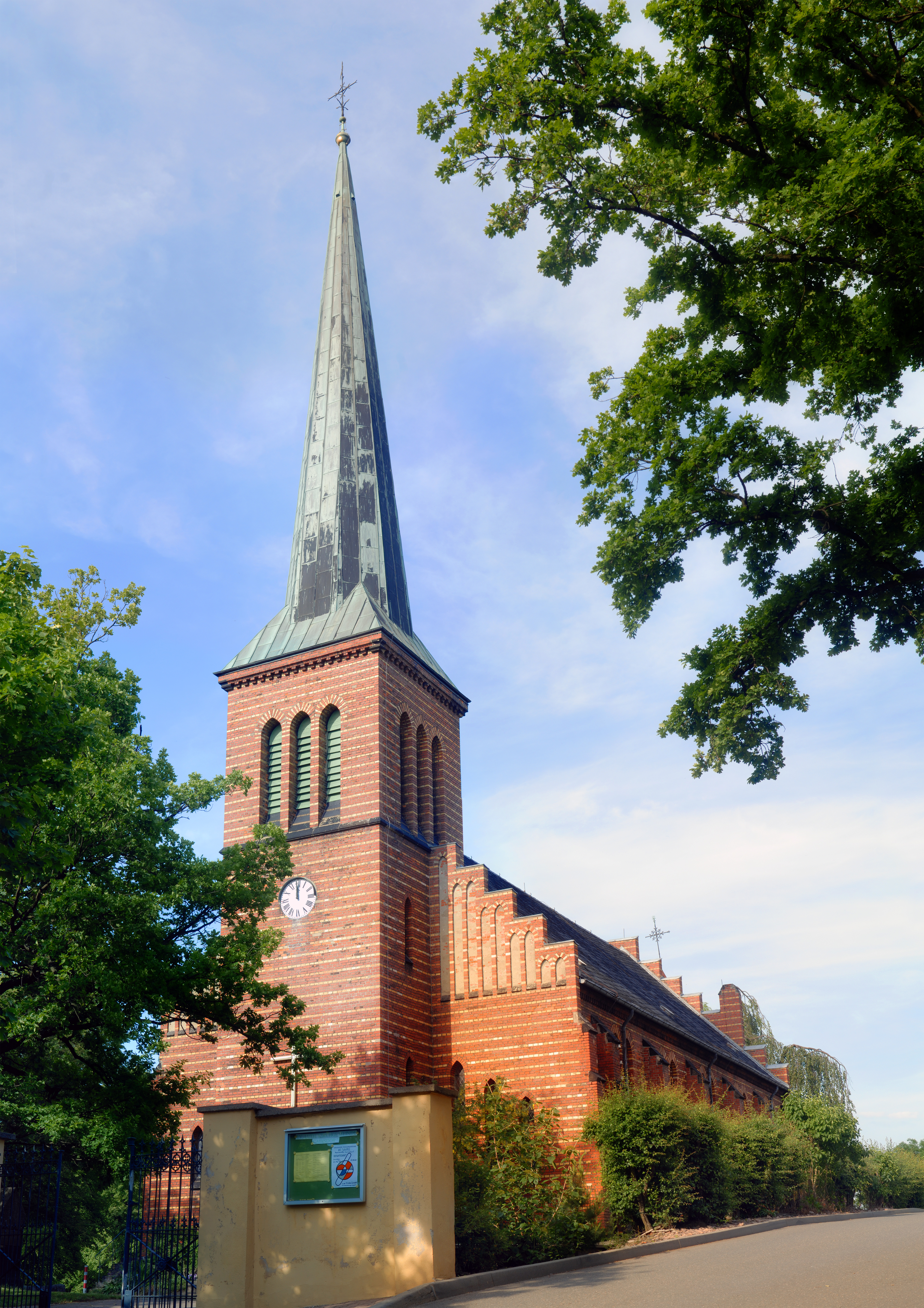
Die Cainsdorfer Kirche

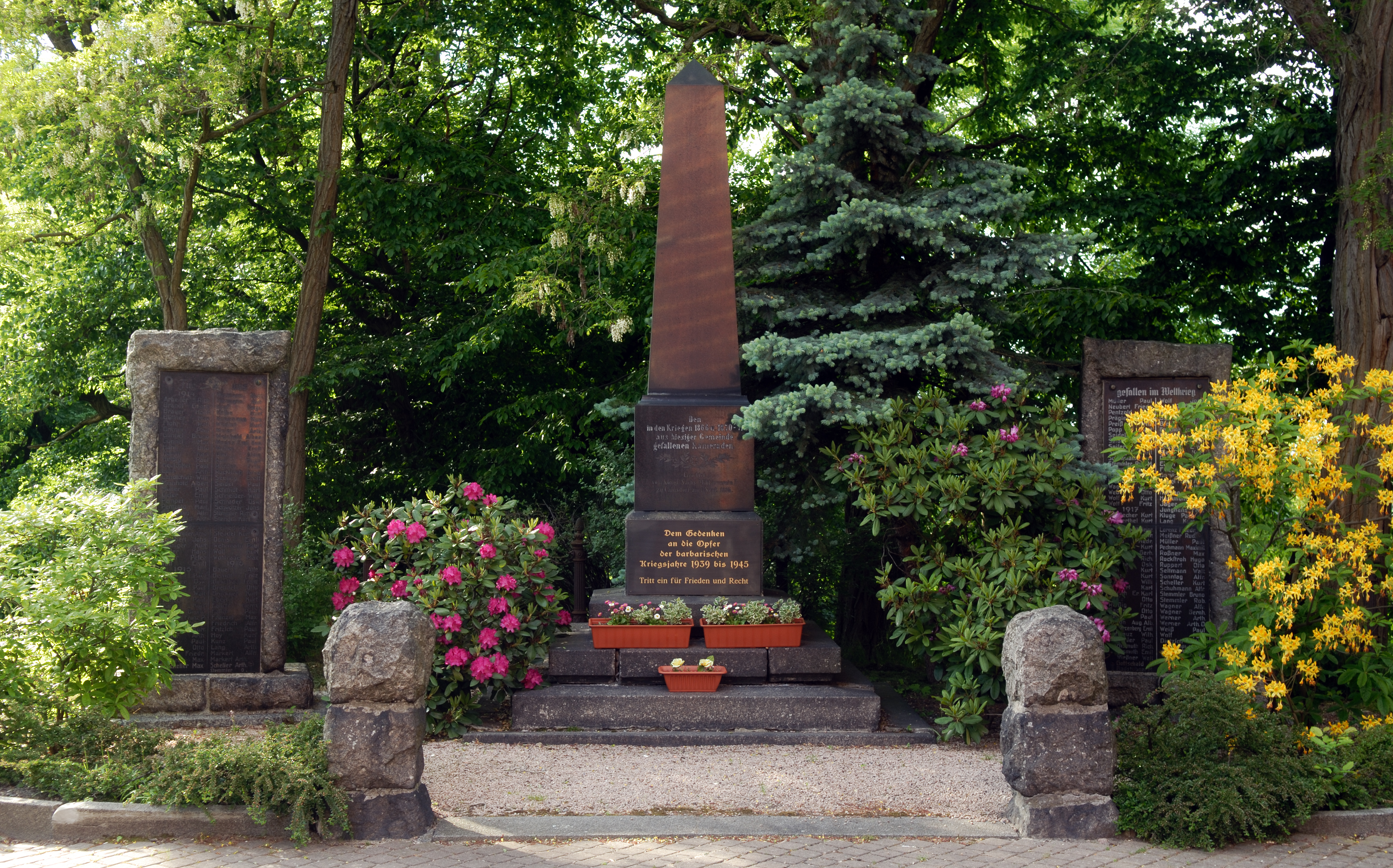
Gedenkstätte für die Gefallenen vergangener Kriege vor der Kirche

Am 3. Januar 1924 lehnte der Rat der Stadt Zwickau noch den Antrag Cainsdorfs ab, nach Zwickau eingemeindet zu werden. Die Gründe waren vorwiegend finanzieller Art.
Am 1. April 1939 wurde die durch Bergarbeiter sozialdemokratisch geprägte „rote“ Gemeinde Bockwa auf Anordnung des Reichsstatthalters von Sachsen, Martin Mutschmann, aufgelöst und zwischen Zwickau, Planitz, Cainsdorf, Wilkau-Haßlau und Oberhohndorf aufgeteilt. Cainsdorf erhielt ein Gebiet westlich der Zwickauer Mulde von fast 40 Hektar und 1450 Einwohner dazu, wodurch die Gesamteinwohnerzahl nun 5680 Personen betrug. Im Gegenzug kam durch einen Gebietsaustausch das Gelände des Haltepunkts Cainsdorf an der Bahnstrecke Schwarzenberg–Zwickau zur Stadt Planitz.
Im Zweiten Weltkrieg verloren 271 Cainsdorfer Männer ihr Leben (etwa 5 % der damaligen Ortsbevölkerung). Nach dem Einmarsch amerikanischer Truppen im April 1945 war die Demarkationslinie an der Zwickauer Mulde bis Juli 1945 und die Amerikaner für vier Monate alliierte Besatzungsmacht. Danach gehörte Cainsdorf zur Sowjetischen Besatzungszone (bis 7. Oktober 1949). Zur am 14. März 1949 neu gegründeten Betriebssportgemeinschaft (BSG) Horch Zwickau durch drei umliegende Vereine gehörten auch die Cainsdorfer. Diese Mannschaft errang den ersten Fußballmeisterschaftstitel der DDR.
Durch die zweite Kreisreform in der DDR kam Cainsdorf im Jahr 1952 zum Kreis Zwickau-Land im Bezirk Chemnitz (1953 in Bezirk Karl-Marx-Stadt umbenannt). 1954 erreichte Cainsdorf mit 6250 Einwohnern die höchste Einwohnerzahl seiner Geschichte. Die Cainsdorfer erlebten am 10. Juli desselben Jahres das katastrophale Hochwasser der Zwickauer Mulde, das auch in Cainsdorf zu Unterspülungen, Dammbrüchen und zu großen Schäden führte. Durch die Ausräumung des Flussbettes traten bei Niedrigwasser sogenannte zusammenhängende Aufschlüsse auf, bei denen Kalkstein, Schiefer, Steinkohle nebst zahlreichen Versteinerungen und Melaphyr zu Tage treten. In Mitteleuropa gehören solche Aufschlüsse aus verschiedenen Erdzeitaltern (Silur, Devon, Oberkarbon) zu seltenen Naturgegebenheiten und wurden hier zu einem geologischen Naturdenkmal – der „Steinkohlenausbiss (Rußkohlenflöz)“, deklariert.
Von 1954 bis 1990 gehörte die ehemalige Königin-Marien-Hütte als Betrieb 563 zur Sowjetisch-Deutschen Aktiengesellschaft (SDAG) Wismut (Betrieb für Bergbau und Aufbereitungsanlagen Cainsdorf, kurz BAC). Hier wurden Bergbauausrüstungen für den Uranbergbau hergestellt oder repariert. Später firmierte das Unternehmen als Sächsische Anlagen- und Maschinenbau GmbH (SAM) und gehört nach Insolvenz heute zur Zwickauer Sonderstahlbau GmbH (ZSB) und beschäftigt ca. 60 Mitarbeiter. Am 22. Februar 1958 wird die Landwirtschaftlichen Produktionsgenossenschaft (LPG) Clara Zetkin im Ort gegründet, der nach und nach fast alle Bauern beitraten (teils freiwillig, teils unter Zwang). Nach der Wende 1990 wurde die LPG wieder aufgelöst und die Bauern oder deren Nachfahren erhielten ihr Land zurück.
Seit 1990 gehörte Cainsdorf zum sächsischen Landkreis Zwickau, der in seinem Zuschnitt dem einstigen Kreis Zwickau-Land entsprach. Zur Dreiteilung des Dorfes (Unterdorf an der Zwickauer Mulde, Mitteldorf und Oberdorf, Siedlung Richtung Wilkau-Haßlau) kommt ab 1994 ein neues Wohngebiet hinter der Kirche hinzu, dass einmal ca. 1000 Einwohnern neue Heimat nahe dem Ortskern sein soll. Zwischen 1994 und 1999 gehörte Cainsdorf zum Landkreis Zwickauer Land. Am 1. Januar 1999 wurde Cainsdorf (diesmal nun gegen den Widerstand der Einwohner selbst) nach Zwickau eingemeindet. In diesem Zusammenhang änderte der Ort seine Postleitzahl von 08122 und 08124 zu 08064. Seit 2008 gehört Cainsdorf als Stadtteil von Zwickau zum Landkreis Zwickau.

## Verkehr

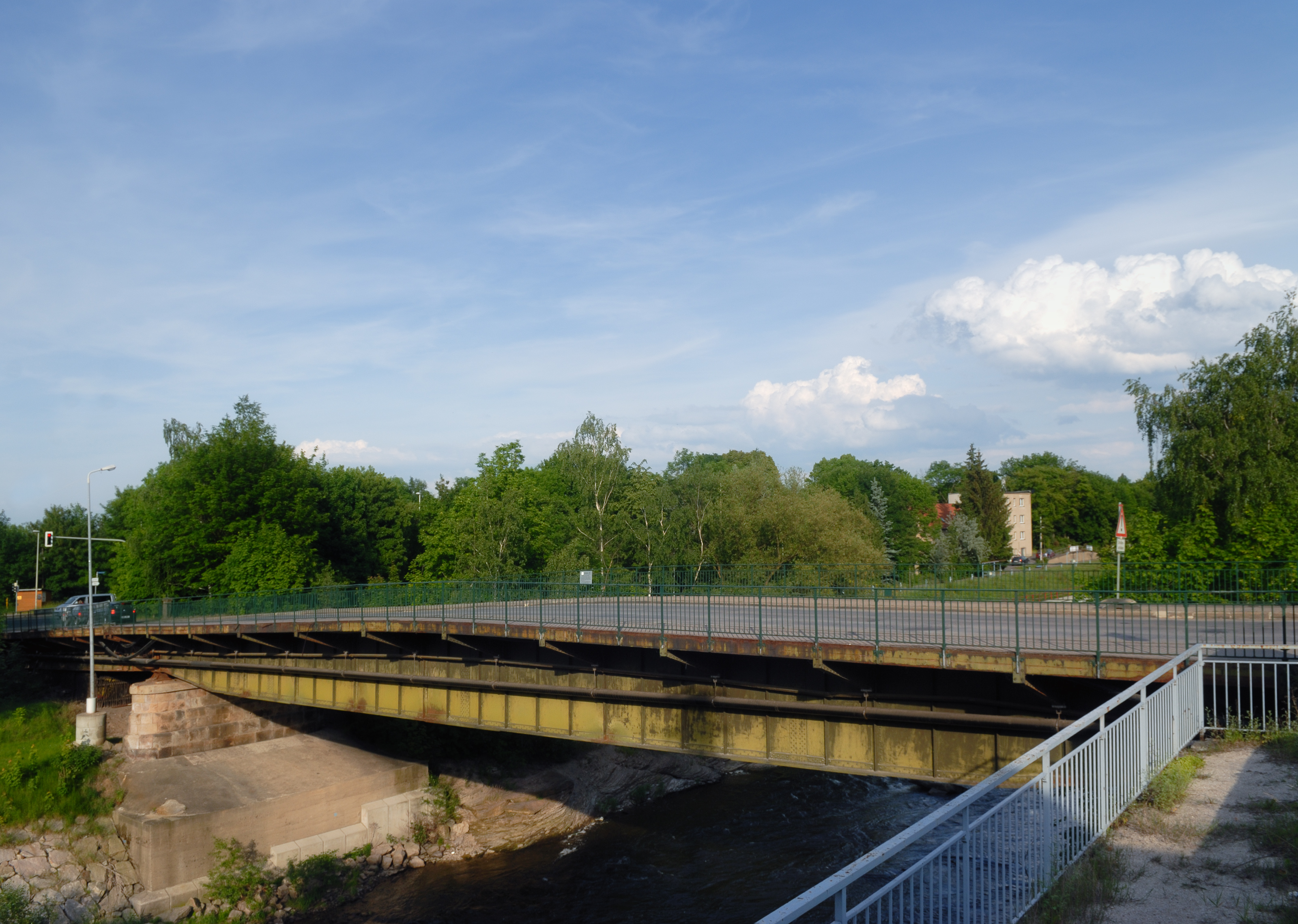
Die Cainsdorfer Brücke über die Zwickauer Mulde. Daneben befindet sich das geologische Naturdenkmal. Die Brücke wurde im April 1945 bei der versuchten Sprengung durch deutsche Truppen schwer beschädigt und im Oktober gleichen Jahres repariert. Ein seit den 1960er Jahren geplanter Neubau wurde noch nicht realisiert.

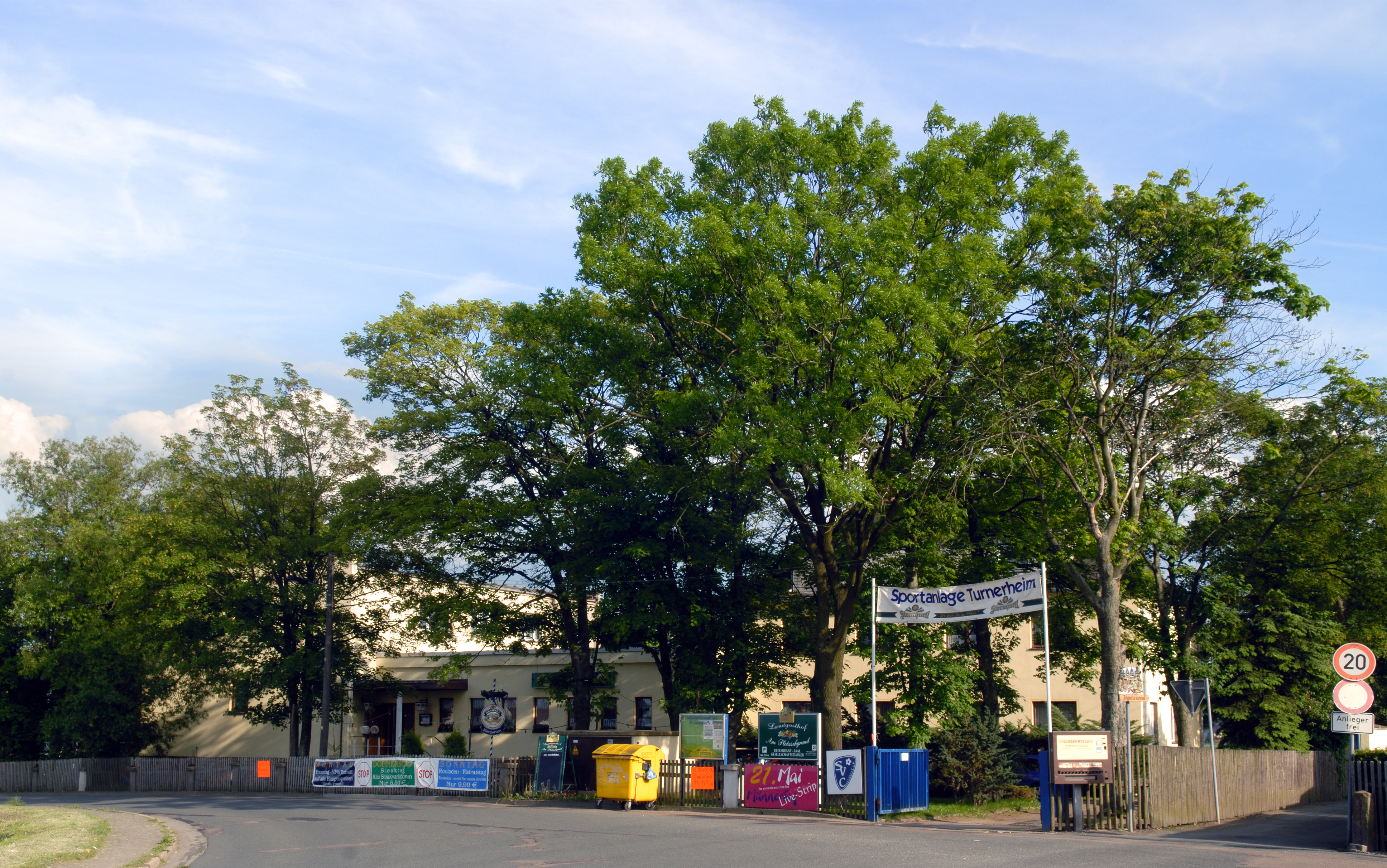
Die Sportanlage „Turnerheim“

Cainsdorf wird verkehrstechnisch dreieckförmig von Südwesten nach Osten durch die Autobahn 72 (2 km Luftlinie), von Osten nach Norden durch die Bundesstraße 93 (parallel zur Zwickauer Mulde) und von Norden nach Südwesten durch die Staatsstraße 293 (die Zwickau mit der A 72 und Lengenfeld verbindet) eingerahmt. Durch Cainsdorf selbst verlaufen nur kommunale Straßen.
Die Buslinie 10 der Städtischen Verkehrsbetriebe Zwickau verbindet das Zwickauer Stadtzentrum mit Cainsdorf und Wilkau-Haßlau. Die Linie 137 der Regionalverkehrsbetriebe Westsachsen schließt in einer Art Ringverkehr das Stadtzentrum von Wilkau-Haßlau mit dem Unter-, Mittel- und Oberdorf sowie der Siedlung zusammen.
Neben der Cainsdorfer Muldenbrücke befindet sich der Haltepunkt Cainsdorf der Bahnstrecke Schwarzenberg–Zwickau.

## Öffentliche Einrichtungen, Vereine und Industrie
Cainsdorf hat einen Kindergarten und eine Grundschule, die durch einen Förderverein unterstützt wird. Eine Vielzahl weiterer Vereine, unter anderen die Freiwillige Feuerwehr und ein überregional bekannter Schnitzverein, ergänzen das kulturelle Leben im Ortsteil. Der Sportverein SV Cainsdorf, in seinen Vorgängervereinen in der zweiten Hälfte des 20. Jahrhunderts besonders im Fußball aktiv, ist als SV Cainsdorf 2011 in der Gegenwart nur noch im Tischtennis aktiv.
Ein sechsköpfiger Ortschaftsrat steuert die Geschicke der Gemeinde. Ortsvorsteher von 2000 bis 2008 war Klaus-Dieter Martin, von 2008 bis 2014 Irina Teichert und seit 2014 ist es Gerd Drechsler (CDU).
Es existieren eine Vielzahl kleinerer und mittlerer Gewerbebetriebe. Bekannt sind die seit 1924 existierende Getränkefabrik Huster und die ZSB Sonderstahlbau (als Nachfolgerin der Königin-Marienhütte).

### Wildwasserstrecke

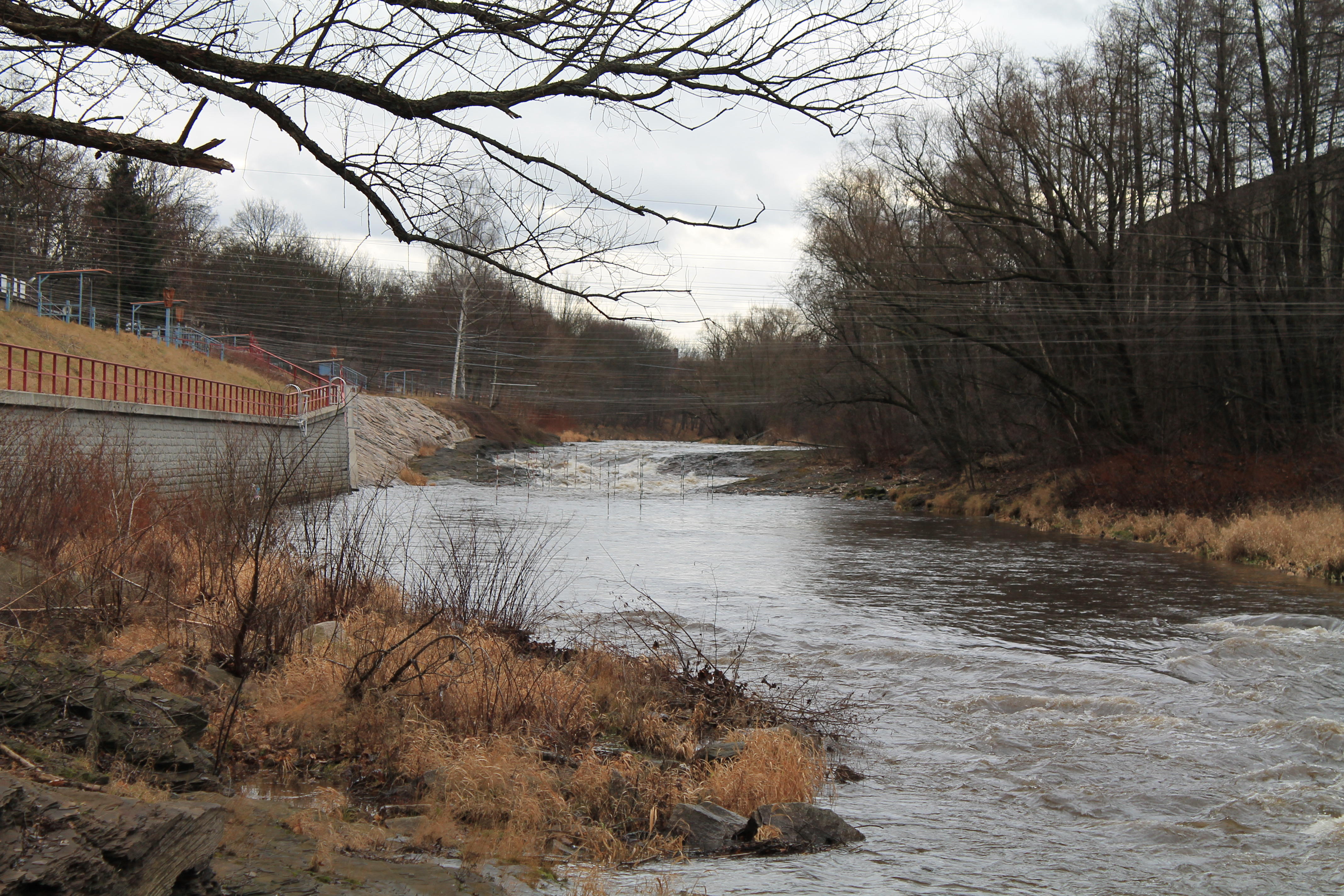
Die Wildwasserstrecke nach der Sanierung (2012)

In Cainsdorf gibt es Stromschnellen und Felsen in der Zwickauer Mulde – eine echte Herausforderung für Kanusportler. Dies hat natürliche Ursachen (vorhandene Stromschnellen), wie auch durch Menschenhand bedingte Hintergründe, denn durch den sich über Jahrhunderte hinziehenden Steinkohlenabbau bildete sich die Bockwaer Senke (bis 9 Meter Absenkung) aus, die neue Stromschnellen entstehen ließ. Der Mulde wird nachgesagt, sie sei der am schnellsten fließende Fluss Mitteleuropas. Der Wildwasser-Wettkampfsport in Cainsdorf mit dem ersten Kajak-Abfahrtslauf und der ersten Torlauf-Wettfahrt überhaupt erlebte 1936 seine Geburtsstunde in Deutschland und breitete sich schrittweise auf andere deutsche Gebiete aus. Auch der erste deutsche Lehrfilm für Kanuslalom wurde in Zwickau gedreht. Das ausgebaute Kanu-Sportgelände an der Mulde wurde an die Sportler 1958 übergeben. Auf der Wildwasser-Strecke, die vom Zwickauer Kanu-Club betreut wird, fanden bereits zahlreiche nationale und internationale Wettkämpfe statt, 1989 kurz vor der Wende noch die 40. DDR-Meisterschaften der Slalom-Kanuten. Cainsdorf galt als der wichtigste Trainingsort der DDR-Nationalmannschaft. Vor den Olympischen Spielen 1972 in München wurde im parallel fließenden sogenannten Mühlgraben der Augsburger Eiskanal nachgebaut, der für die erstmals ausgetragenen olympischen Wettbewerbe am Fluss Lech errichtet worden war. Das Training auf der modernen Zwickauer Anlage zahlte sich aus – die DDR-Kanuten gewannen in Augsburg alle vier vergebenen Goldmedaillen.

## Persönlichkeiten
Hier geboren oder hier gewirkt
- Julius Bochmann (* 8. März 1901; † 24. Juli 1957 in Stuttgart) war Konrektor in Cainsdorf und Stuttgart und bekannt als Gründer und Herausgeber des Bochmann-Kataloges (Definition der Gelegenheitsstempel in Sonder-, Werbe- und Serienstempel)[36]
- Marga Drechsel (* 6. Februar 1931 in Cainsdorf; † 12. Oktober 2023 in Zwickau) war eine Batik-Künstlerin, Malerin und Grafikerin
- Jürgen Dürrschmidt (* 23. Februar 1954 in Zwickau) ist ein deutscher Politiker, von 1990 bis 2004 Abgeordneter der PDS im Landtag von Sachsen.
- Walter Fritzsch (* 21. November 1920 in Planitz; † 15. Oktober 1997 in Dresden) war ein Fußballspieler (u. a. bei Wismut Cainsdorf) und Fußballtrainer.
- Ernst August Geitner (* 12. Juni 1783 in Gera; † 24. Oktober 1852 in Schneeberg), Chemiker, Fabrikbesitzer, ab 1837 Betreiber der Treibgärtnerei zwischen Planitz und Cainsdorf
- Margit Grüger (* 1946 in Cainsdorf), Graphikerin, Malerin, Bildhauerin und Dichterin, Meisterschülerin bei Werner Stötzer, lebt seit 1968 in Berlin, seit 1981 freiberuflich tätig.[37]
- Manfred Hamm (* 13. Mai 1944 in Cainsdorf), Themen Fotograf
- Paul Herrmann, Bergmann aus Cainsdorf, sächsischer Landtagsabgeordneter für die SPD in der Weimarer Republik 1926 bis 1933 (3.–5. Wahlperiode, Wahlkreis Zwickau-Chemnitz)
- Karl Paul Horn, (Lebensdaten nicht bekannt, 2. Hälfte des 19. Jahrhunderts), Verbandskassierer der SPD und Landtagsabgeordneter (für den 37. Wahlkreis) der II. Kammer für die SPD im 25. (1893/94), 26. (1895/96) und 27. (1893/94) Sächsischen Landtag, lebte und wirkte in und um Cainsdorf
- Manfred Kramer (* 28. September 1935 in Cainsdorf; † 14. Dezember 2009 in Dresden), 1986–1988 Professor für Physische Geographie, 1988–1990 Direktor Sektion Geographie der PH Dresden, 1992–2000 Professor und Lehrstuhl für Allgemeine Physische Geographie der TU Dresden[38]
- Liselotte Lange (* 28. Juni 1922 in Cainsdorf; † 2018), Kunsthandwerkerin in Cainsdorf
- Bernd Meier (* 28. Dezember 1944 in Cainsdorf; † 30. Mai 2005), Politiker (SED/PDS) und Jugendfunktionär (FDJ), Erster Sekretär der SED-Bezirksleitung Frankfurt (Oder)
- Gustav Nötzold (* 4. Oktober 1871 in Cainsdorf; † 27. November 1939 in Budenheim), Heimat- und Mundartdichter, Bergmann und Reviersteiger, bekannt durch seine neun Buchbände „Kuhlbröckle“ (Kohlebröckchen) mit Anekdoten und Geschichten aus dem Vorkriegsalltag der Zwickauer Bergleute
- Eugen Piwowarsky (* 10. November 1891 in Leschnitz (Oberschlesien); † 17. November 1953 in Aachen) Werkstoffwissenschaftler und Gießereifachmann, langjährig in der Königin-Marien-Hütte tätig
- Carl Schiffner (* 30. Mai 1865 in Cainsdorf; † 16. September 1945 in Freiberg), deutscher Hüttenkundler und Hochschullehrer an der Bergakademie Freiberg, Übersetzer von Georgius Agricolas De re metallica
- Paul Schmidt-Roller (* 23. April 1891 Cainsdorf; † 8. November 1963 in Zwickau), Maler, Max-Pechstein-Preisträger 1960,[39] Dozent im Fach Malen an der Mal- und Zeichenschule Zwickau (MuZ) 1953–???[40]
- Gottfried Teubner (* 27. September 1944 in Zwickau), von 1990 bis 2009 sächsischer Landtagsabgeordneter der CDU
- Willy Tröger (* 2. Oktober 1928 in Zwickau; † 30. März 2004 in Pirna), DDR-Fußballnationalspieler
- Margit Werner (* 13. Dezember 1951 in Cainsdorf), Politikerin (bis 2002 PDS, ab 2003 FDP) und ehemaliges Mitglied des Sächsischen Landtages von 1999 bis 2004

## Bevölkerungsentwicklung Cainsdorf

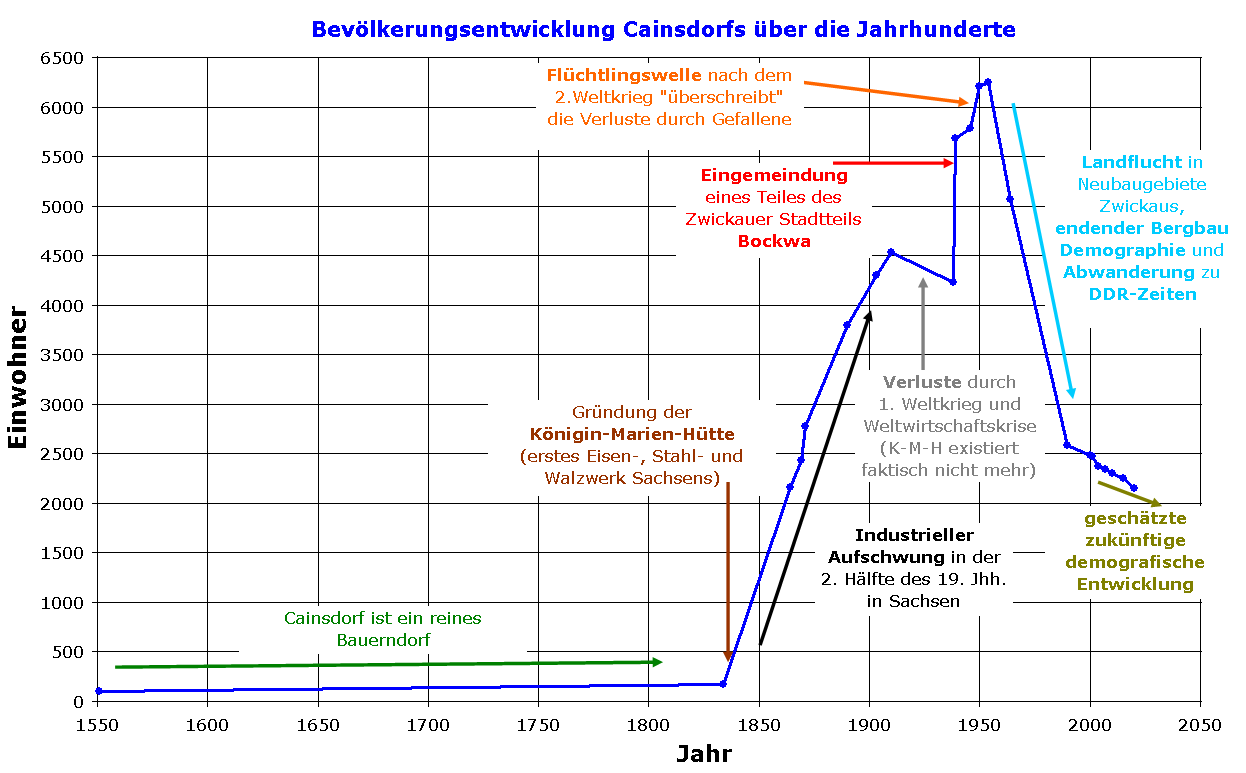
Demografische Entwicklung Cainsdorfs eingebettet in die regionale Geschichte

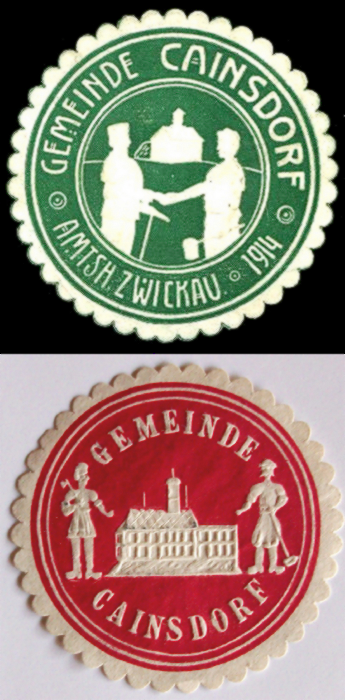
Alte Gemeindesiegel, die das „Wappen“ der Gemeinde repräsentieren: Bergmann, Hüttenarbeiter und die auf dem Berg weithin sichtbare Silhouette der Schule

| Datum | Einwohnerzahl |
| ----- | ------------- |
| 1834  | 168           |
| 1864  | 2156          |
| 1869  | 2432          |
| 1871  | 2771          |
| 1885  | 3066          |
| 1890  | 3797          |
| 1903  | 4300          |
| 1910  | 4533          |
| 1938  | 4230          |
| 1939  | 5686          |
| 1946  | 5787          |

| Datum             | Einwohnerzahl |
| ----------------- | ------------- |
| 1950              | 6203          |
| 1954              | 6250          |
| 1964              | 5071          |
| 1990              | 2580          |
| 31. Dezember 1999 | 2485          |
| 31. Dezember 2000 | 2470          |
| 31. Dezember 2003 | 2372          |
| 30. Dezember 2006 | 2346          |
| 31. Dezember 2010 | 2305          |
| 30. Juni 2016     | 2208          |

| Datum | Einwohnerzahl (Prognose) |
| ----- | ------------------------ |
| 2020  | 2150                     |